# Arthur van Connaught en Strathearn
Arthur William Patrick Albert (Londen, 1 mei 1850 – Bagshot Park (Surrey), 16 januari 1942), prins van het Verenigd Koninkrijk, hertog van Connaught en Strathearn, graaf van Sussex, was als zoon van koningin Victoria van het Verenigd Koninkrijk lid van de Britse koninklijke familie. Arthur was gouverneur-generaal van Canada van 1911 tot 1916. Hij kreeg in 1874 de titels "hertog van Connaught en Strathearn" en "graaf van Sussex".

## Jeugd
Prins Arthur werd op 1 mei 1850 te Buckingham Palace in Londen, geboren. Hij was het zevende kind en de derde zoon van koningin Victoria en prins-gemaal Albert. Als zoon van de Britse vorst kreeg Arthur de titel "Prins van het Verenigd Koninkrijk" met het predicaat "Zijne Koninklijke Hoogheid".
Arthur werd op 22 juni 1850 in de privé-kapel van Buckingham Palace gedoopt door John Bird Sumner, de aartsbisschop van Canterbury. De doopgetuigen waren kroonprins Wilhelm van Pruisen, prinses Felicitas van Salm-Horstmar (schoondochter van Willem Ernst van Saksen-Weimar-Eisenach) en Arthur Wellesley, hertog van Wellington. Prins Arthur deelde met Arthur Wellesley niet alleen zijn voornaam (de prins was naar de hertog vernoemd), maar ook zijn geboortedatum.

## Legercarrière

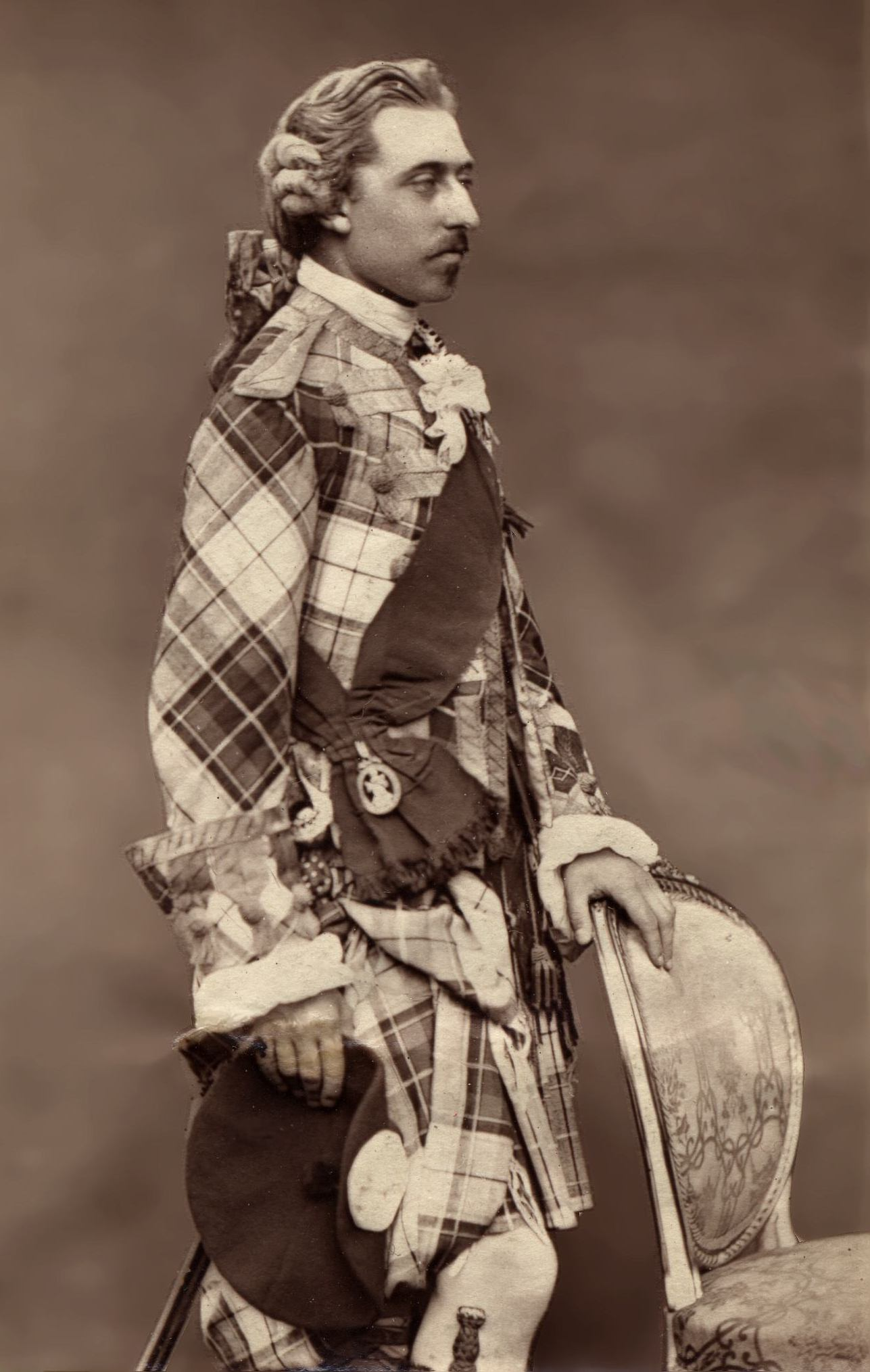
Arthur in Schotse dracht.

Net als zijn oudere broers kreeg Arthur les van privé-leraren. Hij raakte op jonge leeftijd geïnteresseerd in het leger en in 1866 trad hij toe tot de Koninklijke Militaire Academie te Woolwich. Twee jaar later werd hij aangesteld als luitenant van het "Corps of Royal Engineers". Hij werd later overgeplaatst naar de "Royal Regiment of Artillery" en later naar de "Royal Rifle Brigade".
Arthur had een lange carrière in het Britse leger en diende onder andere in Zuid-Afrika, Canada, Ierland, Egypte en India. In april 1893 werd hij gepromoveerd tot generaal. Arthur had gehoopt dat hij hertog George van Cambridge op kon volgen als opperbevelhebber van het Britse leger. Deze functie ging echter aan zijn neus voorbij. In plaats daarvan had prins Arthur het commando in het zuidelijke district van Aldershot van 1893 tot 1898. Arthur werd in juni 1902 gepromoveerd tot veldmaarschalk. Hij diende daarna in verschillende belangrijke posities, als opperbevelhebber van Ierland (1900-1904), Inspecteur-generaal der Krijgsmacht (1904-1907) en als gouverneur-generaal van Canada (1911-1916).

## Huwelijk
Op 13 maart 1879 trad Arthur in het huwelijk met prinses Louise Margaretha van Pruisen, een dochter van prins Frederik Karel. Het huwelijk werd voltrokken in de St. George's Chapel van Windsor Castle. Uit dit huwelijk werden drie kinderen geboren:
- Margaretha (1882-1920), getrouwd met kroonprins Gustaaf Adolf van Zweden, de latere koning van Zweden
- Arthur (1883-1938), getrouwd met prinses Alexandra
- Patricia (1886-1974), getrouwd met kapitein (later admiraal) Alexander Ramsay

Arthur en Louise Margarita gingen in een landhuis te Bagshot Park in Surrey wonen. In 1900 verruilden ze hun landhuis voor Clarence House in Londen.

## Hertogdom van Saksen-Coburg en Gotha
In 1899 werd prins Arthur eerste in de lijn van troonopvolging voor het hertogdom Saksen-Coburg en Gotha. Dit kwam door de dood van zijn neefje Alfred, de oudste zoon van Arthurs broer hertog Alfred van Saksen-Coburg en Gotha. Prins Arthur besloot echter afstand te doen van zijn rechten op de hertogelijke troon van Saksen-Coburg en Gotha voor zichzelf én zijn zonen, waardoor zijn neef Karel Eduard, de postume zoon van prins Leopold van Albany, de kroonprins werd.

## Gouverneur-generaal van Canada
In 1911 stelde de Britse regering Arthur aan als gouverneur-generaal van Canada. Terwijl Arthur die functie bekleedde, was sir Robert Laird Borden de minister-president van Canada. Onder leiding van de minister-president ontwikkelde Canada zich van een Britse kolonie in een onafhankelijke natie. De gouverneurs-generaal werden echter nog steeds aangesteld door de Britse regering. Arthur, een lid van de Britse koninklijke familie, kreeg van de Britse regering de positie van gouverneur-generaal om de banden tussen Canada en het Verenigd Koninkrijk te versterken.
Arthur reisde met zijn echtgenote en jongste dochter, prinses Patricia, naar Canada. Ze leefden in Rideau Hall te Ottawa, dat door hen gedeeltelijk werd verbouwd. Ook reisden ze regelmatig door Canada. Zijn echtgenote en prinses Patricia werden erg populair in de Canadese society.

## Eerste Wereldoorlog
In 1914 brak de Eerste Wereldoorlog uit, waarop Canada de wapens oppakte tegen Duitsland en Oostenrijk-Hongarije. Arthur bleef in het begin van de oorlog met zijn gezin in Canada, waar hij zijn functie van gouverneur-generaal nog steeds uitoefende. Op 19 maart 1914 verrichtte hij de opening voor het publiek van het Royal Ontario Museum. Louise Margarita werkte voor het Rode Kruis en was beschermvrouw van een regiment van het Canadese leger. Hun dochter Patricia leende haar naam voor een nieuw regiment: "Princess Patricia's Canadian Light Infantry". Na de oorlog liet Arthur in hun herinnering een glas-in-loodraam zetten in de St. Bartolomeüs' Kerk naast Rideau Hall, waar de familie vaak heen ging.
Toen zijn termijn als gouverneur-generaal erop zat en het gezin terug was gekeerd naar Engeland, ging Arthur weer in dienst om in het resterende deel van de oorlog te vechten. Louise Margarita die in Canada ziek was geworden, stierf in maart 1917. In 1928 trok Arthur zich terug van het publieke leven. Hij stierf veertien jaar later te Bagshot Park op 91-jarige leeftijd.

## Titels
- Zijne Koninklijke Hoogheid Prins Arthur van het Verenigd Koninkrijk (1850-1874)
- Zijne Koninklijke Hoogheid De Hertog van Connaught en Strathearn (1874-1942)

Hiernaast heeft Arthur nog verschillende militaire rangen gedragen en belangrijke onderscheidingen gekregen (o.a. van de Orde van de Kousenband, van de Orde van de Distel, van de Orde van het Bad en van de Orde van het Britse Rijk).

## Kwartierstaat (voorouders)
| Frans van Saksen-Coburg-Saalfeld (1750-1806)    | Frans van Saksen-Coburg-Saalfeld (1750-1806)    | Frans van Saksen-Coburg-Saalfeld (1750-1806)    | Frans van Saksen-Coburg-Saalfeld (1750-1806)    | Frans van Saksen-Coburg-Saalfeld (1750-1806)    | Frans van Saksen-Coburg-Saalfeld (1750-1806)    | Augusta van Reuss-Ebersdorf en Lobenstein (1757-1831) | Augusta van Reuss-Ebersdorf en Lobenstein (1757-1831) | Augusta van Reuss-Ebersdorf en Lobenstein (1757-1831) | Augusta van Reuss-Ebersdorf en Lobenstein (1757-1831) | Augusta van Reuss-Ebersdorf en Lobenstein (1757-1831) | Augusta van Reuss-Ebersdorf en Lobenstein (1757-1831) |                                                    |                                                    | August van Saksen-Gotha-Altenburg (1772-1822) | August van Saksen-Gotha-Altenburg (1772-1822) | August van Saksen-Gotha-Altenburg (1772-1822) | August van Saksen-Gotha-Altenburg (1772-1822) | August van Saksen-Gotha-Altenburg (1772-1822) | August van Saksen-Gotha-Altenburg (1772-1822) | Louise Charlotte van Mecklenburg-Schwerin (1779-1801) | Louise Charlotte van Mecklenburg-Schwerin (1779-1801) | Louise Charlotte van Mecklenburg-Schwerin (1779-1801) | Louise Charlotte van Mecklenburg-Schwerin (1779-1801) | Louise Charlotte van Mecklenburg-Schwerin (1779-1801) | Louise Charlotte van Mecklenburg-Schwerin (1779-1801) |                                               |                                               | George III van het Verenigd Koninkrijk (1738-1820) | George III van het Verenigd Koninkrijk (1738-1820) | George III van het Verenigd Koninkrijk (1738-1820) | George III van het Verenigd Koninkrijk (1738-1820) | George III van het Verenigd Koninkrijk (1738-1820) | George III van het Verenigd Koninkrijk (1738-1820) | Charlotte van Mecklenburg-Strelitz (1744-1818) | Charlotte van Mecklenburg-Strelitz (1744-1818) | Charlotte van Mecklenburg-Strelitz (1744-1818) | Charlotte van Mecklenburg-Strelitz (1744-1818) | Charlotte van Mecklenburg-Strelitz (1744-1818)   | Charlotte van Mecklenburg-Strelitz (1744-1818)   |                                                  |                                                  | Frans van Saksen-Coburg-Saalfeld (1750-1806)     | Frans van Saksen-Coburg-Saalfeld (1750-1806)     | Frans van Saksen-Coburg-Saalfeld (1750-1806)     | Frans van Saksen-Coburg-Saalfeld (1750-1806)     | Frans van Saksen-Coburg-Saalfeld (1750-1806)     | Frans van Saksen-Coburg-Saalfeld (1750-1806)     | Augusta van Reuss-Ebersdorf en Lobenstein (1757-1831) | Augusta van Reuss-Ebersdorf en Lobenstein (1757-1831) | Augusta van Reuss-Ebersdorf en Lobenstein (1757-1831) | Augusta van Reuss-Ebersdorf en Lobenstein (1757-1831) | Augusta van Reuss-Ebersdorf en Lobenstein (1757-1831) | Augusta van Reuss-Ebersdorf en Lobenstein (1757-1831) |  |  |  |  |  |  |  |  |  |  |  |  |  |  |  |  |  |  |  |  |  |  |  |  |  |  |  |  |  |  |  |  |  |  |  |  |  |  |  |  |  |  |  |  |  |  |  |  |
| Frans van Saksen-Coburg-Saalfeld (1750-1806)    | Frans van Saksen-Coburg-Saalfeld (1750-1806)    | Frans van Saksen-Coburg-Saalfeld (1750-1806)    | Frans van Saksen-Coburg-Saalfeld (1750-1806)    | Frans van Saksen-Coburg-Saalfeld (1750-1806)    | Frans van Saksen-Coburg-Saalfeld (1750-1806)    | Augusta van Reuss-Ebersdorf en Lobenstein (1757-1831) | Augusta van Reuss-Ebersdorf en Lobenstein (1757-1831) | Augusta van Reuss-Ebersdorf en Lobenstein (1757-1831) | Augusta van Reuss-Ebersdorf en Lobenstein (1757-1831) | Augusta van Reuss-Ebersdorf en Lobenstein (1757-1831) | Augusta van Reuss-Ebersdorf en Lobenstein (1757-1831) |                                                    |                                                    | August van Saksen-Gotha-Altenburg (1772-1822) | August van Saksen-Gotha-Altenburg (1772-1822) | August van Saksen-Gotha-Altenburg (1772-1822) | August van Saksen-Gotha-Altenburg (1772-1822) | August van Saksen-Gotha-Altenburg (1772-1822) | August van Saksen-Gotha-Altenburg (1772-1822) | Louise Charlotte van Mecklenburg-Schwerin (1779-1801) | Louise Charlotte van Mecklenburg-Schwerin (1779-1801) | Louise Charlotte van Mecklenburg-Schwerin (1779-1801) | Louise Charlotte van Mecklenburg-Schwerin (1779-1801) | Louise Charlotte van Mecklenburg-Schwerin (1779-1801) | Louise Charlotte van Mecklenburg-Schwerin (1779-1801) |                                               |                                               | George III van het Verenigd Koninkrijk (1738-1820) | George III van het Verenigd Koninkrijk (1738-1820) | George III van het Verenigd Koninkrijk (1738-1820) | George III van het Verenigd Koninkrijk (1738-1820) | George III van het Verenigd Koninkrijk (1738-1820) | George III van het Verenigd Koninkrijk (1738-1820) | Charlotte van Mecklenburg-Strelitz (1744-1818) | Charlotte van Mecklenburg-Strelitz (1744-1818) | Charlotte van Mecklenburg-Strelitz (1744-1818) | Charlotte van Mecklenburg-Strelitz (1744-1818) | Charlotte van Mecklenburg-Strelitz (1744-1818)   | Charlotte van Mecklenburg-Strelitz (1744-1818)   |                                                  |                                                  | Frans van Saksen-Coburg-Saalfeld (1750-1806)     | Frans van Saksen-Coburg-Saalfeld (1750-1806)     | Frans van Saksen-Coburg-Saalfeld (1750-1806)     | Frans van Saksen-Coburg-Saalfeld (1750-1806)     | Frans van Saksen-Coburg-Saalfeld (1750-1806)     | Frans van Saksen-Coburg-Saalfeld (1750-1806)     | Augusta van Reuss-Ebersdorf en Lobenstein (1757-1831) | Augusta van Reuss-Ebersdorf en Lobenstein (1757-1831) | Augusta van Reuss-Ebersdorf en Lobenstein (1757-1831) | Augusta van Reuss-Ebersdorf en Lobenstein (1757-1831) | Augusta van Reuss-Ebersdorf en Lobenstein (1757-1831) | Augusta van Reuss-Ebersdorf en Lobenstein (1757-1831) |  |  |  |  |  |  |  |  |  |  |  |  |  |  |  |  |  |  |  |  |  |  |  |  |  |  |  |  |  |  |  |  |  |  |  |  |  |  |  |  |  |  |  |  |  |  |  |  |
|                                                 |                                                 |                                                 |                                                 |                                                 |                                                 |                                                       |                                                       |                                                       |                                                       |                                                       |                                                       |                                                    |                                                    |                                               |                                               |                                               |                                               |                                               |                                               |                                                       |                                                       |                                                       |                                                       |                                                       |                                                       |                                               |                                               |                                                    |                                                    |                                                    |                                                    |                                                    |                                                    |                                                |                                                |                                                |                                                |                                                  |                                                  |                                                  |                                                  |                                                  |                                                  |                                                  |                                                  |                                                  |                                                  |                                                       |                                                       |                                                       |                                                       |                                                       |                                                       |  |  |  |  |  |  |  |  |  |  |  |  |  |  |  |  |  |  |  |  |  |  |  |  |  |  |  |  |  |  |  |  |  |  |  |  |  |  |  |  |  |  |  |  |  |  |  |  |
|                                                 |                                                 |                                                 |                                                 | Ernst I van Saksen-Coburg en Gotha (1784-1844)  | Ernst I van Saksen-Coburg en Gotha (1784-1844)  | Ernst I van Saksen-Coburg en Gotha (1784-1844)        | Ernst I van Saksen-Coburg en Gotha (1784-1844)        | Ernst I van Saksen-Coburg en Gotha (1784-1844)        | Ernst I van Saksen-Coburg en Gotha (1784-1844)        |                                                       |                                                       |                                                    |                                                    |                                               |                                               | Louise van Saksen-Gotha-Altenburg (1800-1831) | Louise van Saksen-Gotha-Altenburg (1800-1831) | Louise van Saksen-Gotha-Altenburg (1800-1831) | Louise van Saksen-Gotha-Altenburg (1800-1831) | Louise van Saksen-Gotha-Altenburg (1800-1831)         | Louise van Saksen-Gotha-Altenburg (1800-1831)         |                                                       |                                                       |                                                       |                                                       |                                               |                                               |                                                    |                                                    |                                                    |                                                    | Eduard August van Kent (1767-1820)                 | Eduard August van Kent (1767-1820)                 | Eduard August van Kent (1767-1820)             | Eduard August van Kent (1767-1820)             | Eduard August van Kent (1767-1820)             | Eduard August van Kent (1767-1820)             |                                                  |                                                  |                                                  |                                                  |                                                  |                                                  | Victoire van Saksen-Coburg-Saalfeld ((1786-1861) | Victoire van Saksen-Coburg-Saalfeld ((1786-1861) | Victoire van Saksen-Coburg-Saalfeld ((1786-1861) | Victoire van Saksen-Coburg-Saalfeld ((1786-1861) | Victoire van Saksen-Coburg-Saalfeld ((1786-1861)      | Victoire van Saksen-Coburg-Saalfeld ((1786-1861)      |                                                       |                                                       |                                                       |                                                       |  |  |  |  |  |  |  |  |  |  |  |  |  |  |  |  |  |  |  |  |  |  |  |  |  |  |  |  |  |  |  |  |  |  |  |  |  |  |  |  |  |  |  |  |  |  |  |  |
|                                                 |                                                 |                                                 |                                                 | Ernst I van Saksen-Coburg en Gotha (1784-1844)  | Ernst I van Saksen-Coburg en Gotha (1784-1844)  | Ernst I van Saksen-Coburg en Gotha (1784-1844)        | Ernst I van Saksen-Coburg en Gotha (1784-1844)        | Ernst I van Saksen-Coburg en Gotha (1784-1844)        | Ernst I van Saksen-Coburg en Gotha (1784-1844)        |                                                       |                                                       |                                                    |                                                    |                                               |                                               | Louise van Saksen-Gotha-Altenburg (1800-1831) | Louise van Saksen-Gotha-Altenburg (1800-1831) | Louise van Saksen-Gotha-Altenburg (1800-1831) | Louise van Saksen-Gotha-Altenburg (1800-1831) | Louise van Saksen-Gotha-Altenburg (1800-1831)         | Louise van Saksen-Gotha-Altenburg (1800-1831)         |                                                       |                                                       |                                                       |                                                       |                                               |                                               |                                                    |                                                    |                                                    |                                                    | Eduard August van Kent (1767-1820)                 | Eduard August van Kent (1767-1820)                 | Eduard August van Kent (1767-1820)             | Eduard August van Kent (1767-1820)             | Eduard August van Kent (1767-1820)             | Eduard August van Kent (1767-1820)             |                                                  |                                                  |                                                  |                                                  |                                                  |                                                  | Victoire van Saksen-Coburg-Saalfeld ((1786-1861) | Victoire van Saksen-Coburg-Saalfeld ((1786-1861) | Victoire van Saksen-Coburg-Saalfeld ((1786-1861) | Victoire van Saksen-Coburg-Saalfeld ((1786-1861) | Victoire van Saksen-Coburg-Saalfeld ((1786-1861)      | Victoire van Saksen-Coburg-Saalfeld ((1786-1861)      |                                                       |                                                       |                                                       |                                                       |  |  |  |  |  |  |  |  |  |  |  |  |  |  |  |  |  |  |  |  |  |  |  |  |  |  |  |  |  |  |  |  |  |  |  |  |  |  |  |  |  |  |  |  |  |  |  |  |
|                                                 |                                                 |                                                 |                                                 |                                                 |                                                 |                                                       |                                                       |                                                       |                                                       | Albert van Saksen-Coburg en Gotha (1819-1861)         | Albert van Saksen-Coburg en Gotha (1819-1861)         | Albert van Saksen-Coburg en Gotha (1819-1861)      | Albert van Saksen-Coburg en Gotha (1819-1861)      | Albert van Saksen-Coburg en Gotha (1819-1861) | Albert van Saksen-Coburg en Gotha (1819-1861) |                                               |                                               |                                               |                                               |                                                       |                                                       |                                                       |                                                       |                                                       |                                                       |                                               |                                               |                                                    |                                                    |                                                    |                                                    |                                                    |                                                    |                                                |                                                |                                                |                                                | Victoria van het Verenigd Koninkrijk (1819-1901) | Victoria van het Verenigd Koninkrijk (1819-1901) | Victoria van het Verenigd Koninkrijk (1819-1901) | Victoria van het Verenigd Koninkrijk (1819-1901) | Victoria van het Verenigd Koninkrijk (1819-1901) | Victoria van het Verenigd Koninkrijk (1819-1901) |                                                  |                                                  |                                                  |                                                  |                                                       |                                                       |                                                       |                                                       |                                                       |                                                       |  |  |  |  |  |  |  |  |  |  |  |  |  |  |  |  |  |  |  |  |  |  |  |  |  |  |  |  |  |  |  |  |  |  |  |  |  |  |  |  |  |  |  |  |  |  |  |  |
|                                                 |                                                 |                                                 |                                                 |                                                 |                                                 |                                                       |                                                       |                                                       |                                                       | Albert van Saksen-Coburg en Gotha (1819-1861)         | Albert van Saksen-Coburg en Gotha (1819-1861)         | Albert van Saksen-Coburg en Gotha (1819-1861)      | Albert van Saksen-Coburg en Gotha (1819-1861)      | Albert van Saksen-Coburg en Gotha (1819-1861) | Albert van Saksen-Coburg en Gotha (1819-1861) |                                               |                                               |                                               |                                               |                                                       |                                                       |                                                       |                                                       |                                                       |                                                       |                                               |                                               |                                                    |                                                    |                                                    |                                                    |                                                    |                                                    |                                                |                                                |                                                |                                                | Victoria van het Verenigd Koninkrijk (1819-1901) | Victoria van het Verenigd Koninkrijk (1819-1901) | Victoria van het Verenigd Koninkrijk (1819-1901) | Victoria van het Verenigd Koninkrijk (1819-1901) | Victoria van het Verenigd Koninkrijk (1819-1901) | Victoria van het Verenigd Koninkrijk (1819-1901) |                                                  |                                                  |                                                  |                                                  |                                                       |                                                       |                                                       |                                                       |                                                       |                                                       |  |  |  |  |  |  |  |  |  |  |  |  |  |  |  |  |  |  |  |  |  |  |  |  |  |  |  |  |  |  |  |  |  |  |  |  |  |  |  |  |  |  |  |  |  |  |  |  |
|                                                 |                                                 |                                                 |                                                 |                                                 |                                                 |                                                       |                                                       |                                                       |                                                       |                                                       |                                                       |                                                    |                                                    |                                               |                                               |                                               |                                               |                                               |                                               |                                                       |                                                       |                                                       |                                                       |                                                       |                                                       |                                               |                                               |                                                    |                                                    |                                                    |                                                    |                                                    |                                                    |                                                |                                                |                                                |                                                |                                                  |                                                  |                                                  |                                                  |                                                  |                                                  |                                                  |                                                  |                                                  |                                                  |                                                       |                                                       |                                                       |                                                       |                                                       |                                                       |  |  |  |  |  |  |  |  |  |  |  |  |  |  |  |  |  |  |  |  |  |  |  |  |  |  |  |  |  |  |  |  |  |  |  |  |  |  |  |  |  |  |  |  |  |  |  |  |
|                                                 |                                                 |                                                 |                                                 |                                                 |                                                 |                                                       |                                                       |                                                       |                                                       |                                                       |                                                       |                                                    |                                                    |                                               |                                               |                                               |                                               |                                               |                                               |                                                       |                                                       |                                                       |                                                       |                                                       |                                                       |                                               |                                               |                                                    |                                                    |                                                    |                                                    |                                                    |                                                    |                                                |                                                |                                                |                                                |                                                  |                                                  |                                                  |                                                  |                                                  |                                                  |                                                  |                                                  |                                                  |                                                  |                                                       |                                                       |                                                       |                                                       |                                                       |                                                       |  |  |  |  |  |  |  |  |  |  |  |  |  |  |  |  |  |  |  |  |  |  |  |  |  |  |  |  |  |  |  |  |  |  |  |  |  |  |  |  |  |  |  |  |  |  |  |  |
| Victoria van Saksen-Coburg en Gotha (1840-1901) | Victoria van Saksen-Coburg en Gotha (1840-1901) | Victoria van Saksen-Coburg en Gotha (1840-1901) | Victoria van Saksen-Coburg en Gotha (1840-1901) | Victoria van Saksen-Coburg en Gotha (1840-1901) | Victoria van Saksen-Coburg en Gotha (1840-1901) |                                                       |                                                       | Edward VII van het Verenigd Koninkrijk (1841-1910)    | Edward VII van het Verenigd Koninkrijk (1841-1910)    | Edward VII van het Verenigd Koninkrijk (1841-1910)    | Edward VII van het Verenigd Koninkrijk (1841-1910)    | Edward VII van het Verenigd Koninkrijk (1841-1910) | Edward VII van het Verenigd Koninkrijk (1841-1910) |                                               |                                               | Alice van Saksen-Coburg en Gotha (1843-1878)  | Alice van Saksen-Coburg en Gotha (1843-1878)  | Alice van Saksen-Coburg en Gotha (1843-1878)  | Alice van Saksen-Coburg en Gotha (1843-1878)  | Alice van Saksen-Coburg en Gotha (1843-1878)          | Alice van Saksen-Coburg en Gotha (1843-1878)          |                                                       |                                                       | Alfred van Saksen-Coburg en Gotha (1844-1900)         | Alfred van Saksen-Coburg en Gotha (1844-1900)         | Alfred van Saksen-Coburg en Gotha (1844-1900) | Alfred van Saksen-Coburg en Gotha (1844-1900) | Alfred van Saksen-Coburg en Gotha (1844-1900)      | Alfred van Saksen-Coburg en Gotha (1844-1900)      |                                                    |                                                    | Arthur van Connaught en Strathearn (1850-1942)     | Arthur van Connaught en Strathearn (1850-1942)     | Arthur van Connaught en Strathearn (1850-1942) | Arthur van Connaught en Strathearn (1850-1942) | Arthur van Connaught en Strathearn (1850-1942) | Arthur van Connaught en Strathearn (1850-1942) |                                                  |                                                  | Beatrice van Saksen-Coburg en Gotha (1857-1944)  | Beatrice van Saksen-Coburg en Gotha (1857-1944)  | Beatrice van Saksen-Coburg en Gotha (1857-1944)  | Beatrice van Saksen-Coburg en Gotha (1857-1944)  | Beatrice van Saksen-Coburg en Gotha (1857-1944)  | Beatrice van Saksen-Coburg en Gotha (1857-1944)  |                                                  |                                                  | ... + 2 zusters en 1 broer                            | ... + 2 zusters en 1 broer                            | ... + 2 zusters en 1 broer                            | ... + 2 zusters en 1 broer                            | ... + 2 zusters en 1 broer                            | ... + 2 zusters en 1 broer                            |  |  |  |  |  |  |  |  |  |  |  |  |  |  |  |  |  |  |  |  |  |  |  |  |  |  |  |  |  |  |  |  |  |  |  |  |  |  |  |  |  |  |  |  |  |  |  |  |

Frederik Karel van Pruisen · Frederik III van Pruisen · Eberhard Herwarth von Bittenfeld · Karl Friedrich von Steinmetz · Helmuth von Moltke · Albert van Saksen · Albrecht von Roon · Edwin von Manteuffel · Leonhard von Blumenthal · George van Saksen · Albert van Pruisen · Albrecht van Oostenrijk · Frans Jozef I van Oostenrijk · Alfred von Waldersee · Gottlieb von Haeseler · Wilhelm von Hahnke · Walter von Loë · Arthur van Connaught en Strathearn · Carol I van Roemenië · Max von Bock und Pollach · Alfred von Schlieffen · Colmar von der Goltz · George V van het Verenigd Koninkrijk · Frederik August III van Saksen · Constantijn I van Griekenland · Paul von Hindenburg · Karl von Bülow · Frederik van Oostenrijk · August von Mackensen · Lodewijk III van Beieren · Willem II van Württemberg · Rupprecht van Beieren · Leopold van Beieren · Albrecht van Württemberg · Ferdinand I van Bulgarije · Mehmed V van het Ottomaanse Rijk · Franz Conrad von Hötzendorf · Karel I van Oostenrijk · Hermann von Eichhorn · Remus von Woyrsch · August van Württemberg
- Bibliothèque nationale de France: cb12369331g (data)
- Gemeinsame Normdatei: 119373289
- International Standard Name Identifier: 0000 0000 5196 6762
- Library of Congress Control Number: nr93042306
- National Archives and Records Administration: 10574479
- Nationale bibliotheek van Australië: 55765678
- Nationale Bibliotheek van Israël: 987007310185505171
- Nationale Bibliotheek van Polen: a0000003679319
- Nederlandse Thesaurus van Auteursnamen: 159288177
- SNAC: w6gn8xg6
- Système universitaire de documentation: 032716877
- Virtual International Authority File: 74661807
- WorldCat: E39PBJqvY3j6TPcrjFMQbjvrbd